# Kabinet-John Adams
Het kabinet-John Adams was de uitvoerende macht van de Amerikaanse overheid van 4 maart 1797 tot 4 maart 1801. Vicepresident John Adams, een "Founding Father" uit Massachusetts van de Federalistische Partij werd gekozen als de 2e president van de Verenigde Staten na het winnen van de presidentsverkiezingen van 1796 over de kandidaat van de Democratisch-Republikeinse Partij voormalig minister van Buitenlandse Zaken Thomas Jefferson, een mede "Founding Father" uit Virginia. Adams werd verslagen voor een tweede termijn in 1800 door de Democratisch-Republikeinse kandidaat, zijn rivaal van de vorige verkiezing en zijn eigen vicepresident Thomas Jefferson. Adams oudste zoon John Quincy Adams werd in 1824 ook tot president gekozen.
| Nr.     | Functie | Functie                               | Ambtsbekleder      | Ambtsbekleder                  | Ambtstermijn     | Ambtstermijn     | Partij |
| ------- | ------- | ------------------------------------- | ------------------ | ------------------------------ | ---------------- | ---------------- | ------ |
| 2       |         | President van de Verenigde Staten     | John Adams         | John Adams (1735–1826)         | 4 maart 1797     | 4 maart 1801     | F      |
| 2       |         | Vicepresident van de Verenigde Staten | Thomas Jefferson   | Thomas Jefferson (1743–1826)   | 4 maart 1797     | 4 maart 1801     | DR     |
| Kabinet |         |                                       |                    |                                |                  |                  |        |
| Nr.     | Functie | Functie                               | Ambtsbekleder      | Ambtsbekleder                  | Ambtstermijn     | Ambtstermijn     | Partij |
| 3       |         | Minister van Buitenlandse Zaken       | Timothy Pickering  | Timothy Pickering (1745–1829)  | 20 augustus 1795 | 12 mei 1800      | F      |
| [ 2 ]   |         | Minister van Buitenlandse Zaken       | Charles Lee        | Charles Lee (1758–1815)        | 12 mei 1800      | 13 juni 1800     | F      |
| 4       |         | Minister van Buitenlandse Zaken       | John Marshall      | John Marshall (1755–1835)      | 13 juni 1800     | 4 maart 1801     | F      |
| 2       |         | Minister van Financiën                | Oliver Wolcott jr. | Oliver Wolcott jr. (1760–1833) | 3 februari 1795  | 1 januari 1801   | F      |
| 3       |         | Minister van Financiën                | Samuel Dexter      | Samuel Dexter (1761–1816)      | 1 januari 1801   | 13 mei 1801      | F      |
| 3       |         | Minister van Oorlog                   | James McHenry      | James McHenry (1753–1816)      | 27 januari 1796  | 1 juni 1800      | F      |
| 4       |         | Minister van Oorlog                   | Samuel Dexter      | Samuel Dexter (1761–1816)      | 1 juni 1800      | 31 januari 1801  | F      |
|         |         | Minister van Oorlog                   | Vacant             |                                |                  |                  |        |
| 1       |         | Minister van de Marine                | Benjamin Stoddert  | Benjamin Stoddert (1744–1813)  | 18 juni 1797     | 31 maart 1801    | F      |
| 3       |         | Minister van Justitie                 | Charles Lee        | Charles Lee (1758–1815)        | 10 december 1795 | 4 maart 1801     | F      |
| 6       |         | Minister van Posterijen               | Joseph Habersham   | Joseph Habersham (1751–1815)   | 25 februari 1795 | 28 november 1801 | F      |

Washington ·
J. Adams ·
Jefferson ·
Madison ·
Monroe ·
J.Q. Adams ·
Jackson ·
Van Buren ·
W.H. Harrison ·
Tyler ·
Polk ·
Taylor ·
Fillmore ·
Pierce ·
Buchanan ·
Lincoln ·
A. Johnson ·
Grant ·
Hayes ·
Garfield ·
Arthur ·
Cleveland I ·
B. Harrison ·
Cleveland II ·
McKinley ·
T. Roosevelt ·
Taft ·
Wilson ·
Harding ·
Coolidge ·
Hoover ·
F.D. Roosevelt ·
Truman ·
Eisenhower ·
Kennedy ·
L.B. Johnson ·
Nixon ·
Ford ·
Carter ·
Reagan ·
G.H.W. Bush ·
Clinton ·
G.W. Bush ·
Obama ·
Trump I ·
Biden ·
Trump II